# Anytime You Need a Friend
Anytime You Need a Friend – ostatni singel promujący album Music Box autorstwa Mariah Carey. Piosenka zostałam wyprodukowana i napisana przez Mariah Carey i Waltera Afanasieffa. Wygrała BMI Pop Award w 1995 i ASCAP Pop Music Award za jej tekst.  Utwór jest utrzymany w klimacie ballady gospel.

## Listy przebojów
Każdy poprzedni singel Mariah osiągnął miejsce w pierwszej piątce na liście Billboard Hot 100, ale "Anytime You Need a Friend" zakończył dobrą passę. Wszedł na listę na miejscu 45. i najwyższe miejsce, jakie osiągnął to 12. Mimo to był on bardzo popularny w radiu. Na liście Billboard spędził 21 tygodni, a na liście końcoworocznej z 1994 znalazł się na 45. pozycji. Był to najmniej sukcesywny singel na "Hot R&B/Hip-Hop Singles & Tracks" i nie znalazł się tam nawet w pierwszej 20. Natomiast na "Adult Contemporary" zdobył pierwszą 5. Stał się on 4 singlem, który znalazł się na szczycie "Hot Dance Music/Club Play".
Singel lepiej poradził sobie na rynkach poza USA. Najlepiej poszło mu w Nowej Zelandii, gdzie znalazł się w pierwszej piątce i osiągnął status Złotej Płyty (RIANZ). W Holandii i Wielkiej Brytanii znalazł się w pierwszej 10 list. W ten sposób stał się drugim singlem Carey, który osiągnął większy sukces w Wielkiej Brytanii niż w USA. W Australii znalazł się w pierwszej 20., za co zdobył tam status Złotej Płyty (ARIA).

## Teledysk
Teledysk do singla został nakręcony przez Danielle Federici, która nakręciła także teledysk do remiksu tej piosenki. Teledysk jest utrzymany w biało-czarnej kolorystyce i pokazuje Carey, która idzie obok ludzi na ulicy i zostaje ich przyjaciółmi. Teledysk do remiksu pokazuje wokalistkę, która idzie ze swoimi przyjaciółmi i się bawi. Jest on znany pod nazwą C&C Video Edit. 

## Remixografia
"Anytime You Need a Friend" został zremiksowany przez C+C Music Factory. Mimo iż nagrano 13 innych wersji, to większość opiera się na konstrukcji produkcji Roberta Clivilles'a i Davida Cole. Cory Rooney i Mark Morales stworzyli wersje, która opierała się na akompaniamencie instrumentów strunowych. Carey została wymieniona jako współproducent obu projektów -  "C&C" oraz "Soul Convention/Stringapella". Był to pierwszy raz, gdy współprodukowała remiksy swoich piosenek.
- Anytime You Need a Friend

1. LP Version 04:26
2. 7" Mix 06:54 '
3. All That & More Mix 10:53 '
4. Anytime Edit 04:46 '
5. Boriqua Tribe Mix 09:14 '
6. C&C Club Mix 10:50 '
7. C&C Dub Mix 10:18 '
8. C&C Extended Mix 08:15 '
9. C&C Radio Mix 04:16 '
10. Dave's Empty Pass 10:52 '
11. Ministry of Sound Mix 09:43 '
12. Soul Convention Remix 04:50 ²
13. String-A-Pella 04:49 ²
14. Video Edit 06:09 '

Produkcja i aranżacja: Mariah Carey i Walter Afanasieff
Muzyka: Mariah Carey, Walter Afanasieff
Tekst: Mariah Carey
' Produkcja, aranżacja i mixowanie: Robert Clivilles, David Cole i Mariah Carey
² Mixowanie i produkcja: Mariah Carey, Mark C Rooney i Mark Morales

## Singel
- U.S. CD single (cassette single/7" single)
  1. "Anytime You Need a Friend" (album version)
  2. "Music Box" (album version)
- U.S. CD maxi single 1
  1. "Anytime You Need a Friend" (C+C Club version)
  2. "Anytime You Need a Friend" (Ministry of Sound mix)
  3. "Anytime You Need a Friend" (Dave’s Empty Pass)
  4. "Anytime You Need a Friend" (7" mix)
- U.S. CD maxi single 2
  1. "Anytime You Need a Friend" (Soul Convention remix)
  2. "Anytime You Need a Friend" (Stringapella)
  3. "Anytime You Need a Friend" (album version)
  4. "Music Box" (album version)
- European CD maxi single
  1. "Anytime You Need a Friend" (Album Version)
  2. "Anytime You Need a Friend" (C+C Radio Mix)
  3. "Anytime You Need a Friend" (Soul Convention remix)
  4. "Anytime You Need a Friend" (C+C Club version)
  5. "Anytime You Need a Friend" (Dave’s Empty Pass)

## Pozycje na listach przebojów
| Lista (1994)                                    | Najwyższa pozycja |
| ----------------------------------------------- | ----------------- |
| U.S. Billboard Hot 100                          | 12                |
| U.S. Billboard Hot R&B/Hip-Hop Singles & Tracks | 22                |
| U.S. Billboard Adult Contemporary               | 5                 |
| U.S. Billboard Top 40 Mainstream                | 5                 |
| U.S. Billboard Rhythmic Top 40                  | 14                |
| U.S. Billboard Hot Dance Music/Club Play        | 1                 |
| U.S. ARC Weekly Top 40                          | 4                 |
| Israeli Singles Chart                           | 1                 |
| New Zealand RIANZ Singles Chart                 | 5                 |
| UK Singles Chart                                | 8                 |
| The Netherlands Singles Chart                   | 10                |
| Australian ARIA Singles Chart                   | 12                |
| French Singles Chart                            | 12                |
| Canadian Singles Chart                          | 15                |
| Swiss Singles Chart                             | 15                |
| Irish Singles Chart                             | 16                |
| Austrian Singles Chart                          | 25                |
| German Singles Chart                            | 41                |

| Lista (2008)     | Najwyższa pozycja |
| ---------------- | ----------------- |
| UK Singles Chart | 96                |